# 중앙내수면연구소
중앙내수면연구소(中央內水面硏究所)는 내수면에 관한 수산시험 및 연구사업을 관장하는 국립수산과학원의 소속기관이다. 2009년 4월 30일 발족하였으며, 충청남도 금산군 부리면에 위치해 있다.

## 소관사무
- 인사·서무·예산·회계·용도·국유재산 및 물품관리
- 내수면분야 업무의 기획·조정 및 홍보에 관한 사항
- 내수면 분야 생태계 관리 및 복원 연구
- 내수면 수산생물[1]의 양식기술 개발
- 내수면 양식생물의 종 보존 및 품종개량 연구
- 내수면 수산자원보전지역 환경 모니터링
- 내수면 수산생물의 질병 연구 및 방역에 관한 사항
- 내수면 양식생물의 사료 개발 연구
- 냉수성어류의 증양식 기술개발 연구

## 연혁
- 1949년 11월 10일: 중앙수산시험장 소속으로 청평양어장 설치.
- 1962년 5월 10일: 청평담수구지장으로 개편.
- 1963년 12월 17일: 국립수산진흥원 소속 진해담수구시험소로 통합.
- 1964년 3월 11일: 청평분소 설치.
- 1971년 9월 1일: 청평분소를 청평분장으로 개편.
- 1974년 11월 6일: 청평분장을 청평양어장으로 승격하고 진해양어장을 진해분장으로 개편하여 소속기관으로 편입.
- 1981년 11월 2일: 내수면연구소로로 개편.
- 1985년 4월 26일: 청평내수면연구소로 개편.
- 2004년 2월 2일: 내수면생태연구소로 개편.
- 2007년 1월 1일: 중부내수면연구소로 개편.
- 2009년 4월 30일: 중앙내수면연구소로 개편.
- 2021년 3월 29일: 청사 이전(충남 금산)

1. ↑  관상어를 포함한다.